# Fredrik Larsson (kierowca wyścigowy)
Fredrik Larsson (ur. 3 września 1976 w Falkenbergu) – szwedzki kierowca wyścigowy.

## Kariera
Larsson rozpoczął karierę w międzynarodowych wyścigach samochodowych w 1994 od startów w Szwedzkiej Formule Ford Junior, gdzie dziesięciokrotnie stawał na podium i odniósł osiem zwycięstw. Uzbierane 66 punktów pozwoliło mu zdobyć tytuł mistrza serii. W późniejszym okresie Szwed pojawiał się także w stawce Barber Dodge Pro Series, Indy Lights, Swedish Touring Car Championship, Camaro Cup Sweden, Renault Sport Clio Trophy, Skandynawskiego Pucharu Porsche Carrera, VLN Endurance, Swedish GT, ADAC GT Masters, 24h Nürburgring, TTA - Elitserien i Racing oraz Scandinavian Touring Car Championship.